# Zajac
Zajac är en kulle i Antarktis. Den ligger i Östantarktis. Australien gör anspråk på området.
Terrängen runt Zajac är mycket platt. Havet är nära Zajac söderut. Trakten är obefolkad. Det finns inga samhällen i närheten.